# بيرتيروية
بيرتيروية أو نبتة مجنونة كاذبة (الاسم العلمي: Berteroa)، جنس نباتات مُزهرة من فصيلة الكرنبية.أعطانها الأصلية في أوراسيا المعتدلة. أشهر أنواعها، بيرتروية مُبيضة. سُمي الجنس على عالم النبات الإيطالي كارلو غ. بيرتيرو †1831.

## الأنواع
الأنواع التي تعتبر حاليًا صالحة من قبل موقع لائحة النباتات  هي كما يلي:
- Berteroa gintlii Rohlena
- Berteroa incana (L.) DC.
- Berteroa mutabilis (Vent.) DC.
- Berteroa obliqua (Sm.) DC.
- Berteroa orbiculata DC.